# Défilé de la Saint-Patrick de Québec

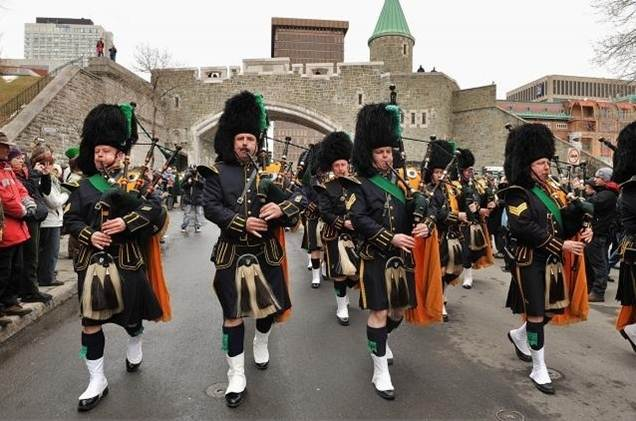
L’édition 2010 du défilé, avec le NYPD Pipes and Drums

Le défilé de la Saint-Patrick de Québec est l’événement principal célébrant la fête de la Saint-Patrick dans la ville de Québec. Il a été pratiqué de 1837 à 1916, de 1921 à 1926, et repris à compter de 2010.

## Historique

### Naissance et croissance (1837–1916)
La première célébration de la fête de la Saint-Patrick (célébration de saint Patrick, patron des Irlandais) au Canada a eu lieu dans la ville de Québec. Le premier défilé y a eu lieu en 1837. Le défilé attira un grand nombre de personnes et devint rapidement un événement annuel majeur dans la ville de Québec. En 1916, le défilé fut annulé en raison de la Première Guerre mondiale et repris en 1921. La tradition du défilé sous sa forme originale fut interrompue en 1926. Les cadets de l’école secondaire Saint-Patrick’s High School ont tenu un défilé sous une forme plus modeste jusque dans les années 1940. 

### Le retour du défilé (2010-)
En 2009, un comité fut créé pour ramener la tradition du défilé dans la ville. Avec l’appui de la population, de plusieurs organisations et de l'administration de la ville de Québec, le défilé de la Saint-Patrick fut ramené dans les rues de Québec en mars 2010. Pour l’occasion, une partie du corps du NYPD Pipes and Drums (la fanfare du New York City Police Department) furent présents en tant qu’invités spéciaux. L’événement attira plus de 40 000 personnes dans les rues du Vieux-Québec. L’événement fut renouvelé pour les années à venir.